# Парамоновка (Казахстан)
Парамоновка (каз. Парамоновка бөлімшесі, рос. отд. Парамоновка) — населений пункт (відділення) у складі Аксуської міської адміністрації Павлодарської області Казахстану. Входить до складу Достицького сільського округу.
Населення — 0 осіб (2021; 50 у 2009, 86 у 1999, 170 у 1989).
Національний склад станом на 1989 рік:
- росіяни — 25 %